# Mathopen
Mathopen är ett område i stadsdelen Laksevåg i Bergens kommun i Hordaland fylke, Norge. I området, som ligger norr om Grimstadfjorden och sydväst om stadskärnan, finns bostäder och näringsverksamheter samt norska marinens huvudbas Haakonsvern med upplagshamn, utrustningshamn och verkstäder. Haakonsvern är operativ bas för norska och allierade styrkor, och har anläggningar som är insprängda i berget.
Namnet kommer av fornnordiskans matr, 'mat, fisk', och hopr, 'vik'.